# Raymondionymus
Raymondionymus är ett släkte av skalbaggar. Raymondionymus ingår i familjen Raymondionymidae.

## Dottertaxa tillRaymondionymus, i alfabetisk ordning[1]
- Raymondionymus andreae
- Raymondionymus apenninus
- Raymondionymus aubei
- Raymondionymus auripes
- Raymondionymus benjamin
- Raymondionymus bonadonai
- Raymondionymus curvinasus
- Raymondionymus damryi
- Raymondionymus doderoi
- Raymondionymus doriae
- Raymondionymus fossor
- Raymondionymus ganglbaueri
- Raymondionymus helferi
- Raymondionymus hipponensis
- Raymondionymus hispalensis
- Raymondionymus hoffmanni
- Raymondionymus holdhausi
- Raymondionymus kabylianus
- Raymondionymus laevithorax
- Raymondionymus laneyriei
- Raymondionymus lavagnei
- Raymondionymus leonhardi
- Raymondionymus longicollis
- Raymondionymus marqueti
- Raymondionymus mingrelicus
- Raymondionymus ochsi
- Raymondionymus perrisi
- Raymondionymus problematicus
- Raymondionymus reitteri
- Raymondionymus salpingoides
- Raymondionymus sardous
- Raymondionymus schusteri
- Raymondionymus siculus
- Raymondionymus solarii
- Raymondionymus stricticollis
- Raymondionymus stussineri
- Raymondionymus stygius
- Raymondionymus sublaevicollis
- Raymondionymus theresae
- Raymondionymus vallebrosae
- Raymondionymus vallombrosae